# روزاليند هيكس
روزاليند هيكس (بالإنجليزية: Rosalind Hicks)‏ (1919 - 2004)، هي إبنة الكاتبة الكبيرة أجاثا كريستي وطفلتها الوحيدة من زوجها الأول كريستي. بعد وفاة كريستي في عام 1976، عملت روزاليند على الحفاظ على سمعة والدتها كشخصية أدبية، وحماية سلامة أعمالها.

## حياتها
ولدت روزاليند مارجريت كلاريسا هيكس في 5 أغسطس 1919 بمدينة توركاي. في عام 1940 تزوجت من ضابط الجيش هوبرت بيشا وأنجبت ابنهما ماثيو بيشا في عام 1943. وفي عام 1944 قُتل زوجها هوبرت في ساحة المعركة. في عام 1949 تزوجت روزاليند من أنتوني هيكس.
توفيت روزاليند هيكس في 28 أكتوبر 2004 ، تم الإعلان وقتها عن أن ممتلكاتها تقدر بـ 600 مليون جنيه إسترليني.